# 吉祥寺 (山県市)
吉祥寺（きっしょうじ）は岐阜県山県市岩佐にある黄檗宗の寺院。山号は水上山。美濃新四国七十五番。
なお、山県市西深瀬には臨済宗妙心寺派（東海門派雑華院下）の同名寺院がある。
寛文12年(1672年）の春に富岡村の元真善士が、黄檗宗の高僧の潮音道海に帰依して一宇を建立し、三哲覚照を開山に迎えた。
その後無住の時期を経て弘化年間（1845年～1848年）に小屋名臨川寺より天桂和尚を迎えて中興となし、現在に至る。